# Władimir Tkaczenko
Władimir Pietrowicz Tkaczenko (ros. Владимир Петрович Ткаченко; ur. 20 września 1957 w Soczi) – rosyjski koszykarz, występujący na pozycji środkowego, mistrz świata, trzykrotny mistrz Europy, dwukrotny brązowy medalista olimpijski.

## Osiągnięcia

### Drużynowe
- 2-krotny brąz w Pucharze Europy Zdobywców Pucharów (1982, 1986)
- 2-krotnie 4. miejsce w Pucharu Europy Mistrzów Krajowych (1983, 1985)
- 4. miejsce w Pucharze Europy Zdobywców Pucharów (1987)
- 4-krotny mistrz ZSRR (1983, 1984, 1988, 1990)
- 7-krotny wicemistrz ZSRR (1977, 1979, 1981, 1982, 1985–1987)
- Brązowy medalista mistrzostw ZSRR (1989)

### Indywidualne
- Laureat nagród[1]:
  - Euroscar Player of the Year (1979)
  - Mr Europa Player of the Year (1979)
- 2-krotny uczestnik FIBA All-Star Games (1979, 1982)
- Wybrany do Galerii Sław Koszykówki FIBA (2015)[2]

### Reprezentacja
Seniorów
- Mistrz świata (1982)[3]
- 2-krotny wicemistrz świata (1978, 1986)[3]
- 3-krotny mistrz Europy (1979, 1981, 1985)[3]
- 2-krotny wicemistrz Europy (1977, 1987)[3]
- 2-krotny brązowy medalista olimpijski (1976, 1980)[3]
- Zaliczony do I składu mistrzostw świata (1978, 1982)

Młodzieżowe
- Wicemistrz Europy U–18 (1976)[3]
- Mistrz Europy U–16 (1973)[3]
- 2-krotny uczestnik mistrzostw Europy U–18 (1974 – 5. miejsce, 1976)[3]
- Lider Eurobasketu U-16 w średniej punktów (1973)

Inne
- Zasłużony Mistrz Sportu ZSRR (1979)[1]
- Odznaczony Orderem „Znak Honoru” (1985)